# MILESTONE (Hysteric Blueのアルバム)
『MILESTONE』（マイルストーン）は、Hysteric Blueの4枚目のアルバムである。

## 概要
- 前作から1年1ヶ月ぶりのリリース。
- ジャケット写真は前作までメンバー3人揃って写っていたが、本作はボーカルのTamaのみが写っている。
- 2004年3月、ギターのナオキが女性8人に暴行・わいせつの容疑で逮捕された事を受け出荷停止、在庫回収され廃盤となった。

## 収録曲
全編曲：佐久間正英&Hysteric Blue
1. キミと会う瞬間(3:58)
作詞：takuya
作曲：tama&takuya
2. ベイサイドベイビー(4:05)
作詞：tama
作曲：takuya
12thシングル。
テレビ朝日系「サタッぱち 古舘の日本上陸」エンディング・テーマ。
3. Party!(4:08)
作詞・作曲：takuya
4. ちょっとゲンカ(4:24)
作詞・作曲：takuya
5. Great Love(2:47)
作詞：tama
作曲：naoki
6. フラストレーション ミュージック(3:53)
作詞・作曲：takuya
11thシングル。
フジテレビ系列アニメ「バンパイヤン・キッズ」オープニング・テーマ。
7. なみだ(4:41)
作詞・作曲：takuya
8. ドントマインド(3:16)
作詞・作曲：takuya
9. 路傍の人々(5:10)
作詞：tama&takuya
作曲：naoki
10. Reset me(4:15)
作詞・作曲：takuya
10thシングル。
フジテレビ「MEDAMA2001」イメージソング。
11. Motive Power Live(4:09)
作詞・作曲：tama
12. 暖炉(4:09)
作詞・作曲：takuya